# Saint-Martin-sous-Montaigu
Saint-Martin-sous-Montaigu é uma comuna francesa na região administrativa de Borgonha-Franco-Condado, no departamento Saône-et-Loire. Estende-se por uma área de 3,65 km². Em 2010 a comuna tinha 361 habitantes (densidade: 98,9 hab./km²).